# Пауль Нікореску

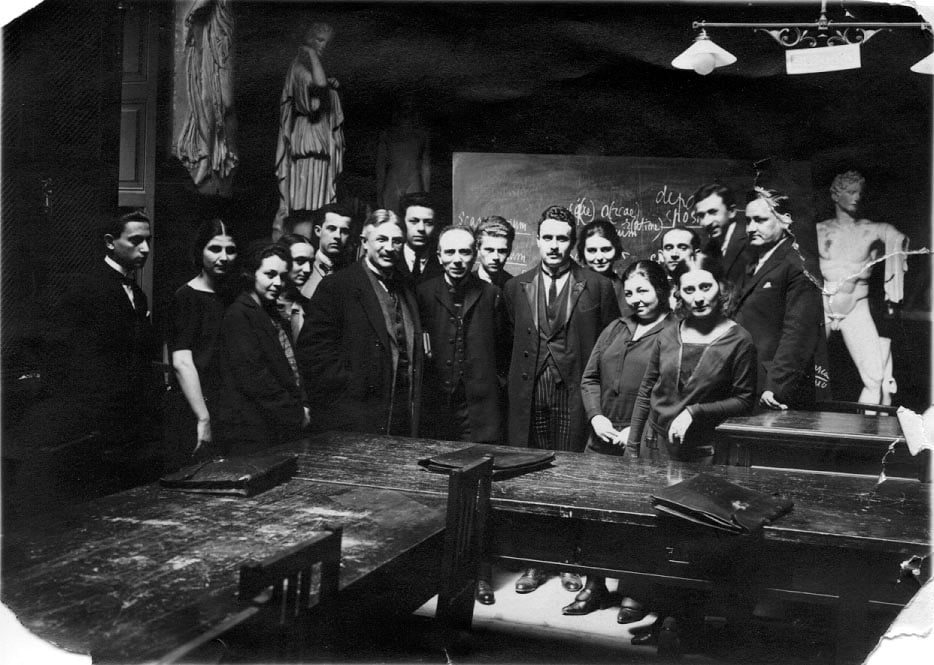
Пауль Нікореску (крайній праворуч) у Бухарестському університеті

Пауль Нікореску (рум. Paul Nicorescu; 29 червня 1890, Хосені (нині Дерменешть), повіт Бакеу — 24 червня 1946, Ясси) — румунський історик та археолог, примар Четатя-Албе протягом 1926—1929 років, міський депутат (1920—1922). Зробив вагомий внесок у відновлення історії Білгорода-Дністровського, проводив розкопки античного міста Тіра у 1919-му, 1927—1930-х та 1933—1937 роках.

## Життєпис
Пауль Нікореску народився 29 червня 1890 року в селі Хосені (нині Дерменешть), повіт Бакеу, Румунське королівство. Закінчив ліцей у Тулчі та отримав ступінь бакалавра, згодом навчався у Бухарестському університеті. 1918 року, після захоплення Бессарабії Румунією, переїхав у Четатя-Албе, де жив та працював багато років. Пауль викладав історію та географію у чоловічому ліцеї Marele Voevod Mihai (нині педагогічний коледж), де пізніше став директором.
Протягом 1920—1922 років був міським депутатом Четатя-Албе. 1926 року обраний на посаду примара міста та займав її до 1929 року. У період очільництва містом Нікореску встановив охорону фортеці, яку, однак, зняли за наступного примара. Окрім того, Пауль організував реставрацію вежі-сховища, ділянки стіни між цією вежею та головними воротами і самі ворота, крівля яких зовсім зруйнувалася.
Помер Пауль Нікореску 1946 року від крововиливу в мозок.

## Наукова діяльність
1919 року Пауль провів перші успішні розкопки античного міста Тіра. Після захисту докторської дисертації 1925 року він став членом французької школи в Афінах і проводив археологічні дослідження в Дельфах. 1926 року повернувся у Четатя-Албе та відновив дослідження Тіри. 1927 року його призначили професором стародавньої історії в Ясському університеті, проте він продовжив займатися розкопками Тіри. 1929 року вчений опублікував статтю про зображення бика на монетах Тіри та статті, присвячені Аккерманській фортеці. Другий доклад про розкопки Тіри Нікореску опублікував 1932 року.
1933 року на конференції в Бухаресті Пауль Нікореску зробив доповідь на тему «Золоті монети Тіри», а 1935 року — «Римські клейма на цеглинах». 1936 року в Лондоні на міжнародному нумізматичному конгресі опублікували роботу Нікореску «Дві золоті монети Тіри».
У кінці 1937 року Пауля Нікореску призначили директором Музею старожитностей в Яссах, на цій посаді він залишався до кінця життя. Нікореску займався створенням музейної експозиції в Четатя-Албе.